# ジョン・シピン
ジョン・ホワイト・シピン（John White Sipin、 1946年8月29日 - ）は、アメリカ合衆国カリフォルニア州ワトソンビル出身の元プロ野球選手（内野手）。

## 経歴

### MLB時代
1965年6月8日にセントルイス・カージナルスからドラフト55巡目（全体785番目）で指名され契約。1969年にAAA級タルサ・オイラーズに昇格した後、1969年5月22日、2対2のトレードでサンディエゴ・パドレスに移籍し、5月24日に二番打者、二塁手でメジャーデビュー。1回裏のメジャー初打席で三塁打、4回裏の2打席目でも三塁打を打つという鮮烈なデビューを飾った。その後1番を打つこともあったが打率が伸びず、結局メジャー出場はこの1シーズンだけに終わった。1970年はAAA級ソルトレイク・ビーズ、1971年はAAA級ハワイ・アイランダーズに所属した。

### NPB時代
1971年12月10日に大洋に入団。近藤昭仁に代わる二塁手として、常に3割を狙える安定した打撃を売りにクリーンナップの一角として活躍。守備にも定評があり、1972年・1973年にベストナイン・ダイヤモンドグラブ賞（二塁手）を2年連続で受賞した。1975年には自己最多の34本塁打を記録。1976年ごろになると腰痛が原因で守備力が落ち、同年後半から内野守備コーチのボイヤーの判断により外野に転向。しかし、同年オフにボイヤーが退団すると、1977年は再び二塁手に戻った。
1978年3月20日に金銭トレードで巨人に移籍。移籍の際にトレードマークとなっていた長髪と髭をばっさり切った。理由は巨人軍のチームの規律で「常に紳士たれ」という理由で、「ひげ・長髪・染髪禁止」によるもの。
二塁手に土井正三がいたため、主に右翼手を務めたほか三塁手としても出場した。張本勲・王貞治とクリーンナップを組んだが、巨人の第42代4番打者にもなっている。この年は、試合中2度も死球に怒ってマウンドに突進して投手（大洋の門田富昭とヤクルトの鈴木康二朗）を殴り、退場を告げられている。特に、鈴木投手を殴った時は、直後に大杉勝男に殴り返された上、1週間の出場停止と罰金10万円を課された。なお、大洋時代にも退場経験はあるが暴力がらみではなく、田中俊幸審判の判定に激怒してホームベースに砂をかけたことによる。シーズンでは、本塁打は16本に減ったが、自己最高の打率.315を記録してリーグ10位に入った。1979年になると、土井の引退に伴って二塁手に戻る。この年も中心打者としてチーム唯一の三割打者（打率.313〔リーグ4位〕）となる一方、27本塁打を放った。
1980年になると打撃不振に陥り、二割前後の打率に低迷。後半戦には台頭した篠塚利夫に定位置を明け渡す。同年の最終戦に二塁手として先発した後、1000万円の功労金を受け取り、10月27日退団した。契約は翌1981年まで残っていたが、腰痛（これが原因で守備力が落ち、大洋からの放出につながった）に加え、若手育成のチーム方針もあり、引退につながった。

### 引退後
引退後は10年ほど悠々自適の暮らしを送っていたが、不動産業のライセンスを取得し、高級別荘地のセールスマンとなる。現在は自宅のあるカリフォルニア州サンタクララで、バッティングセンターを経営する。
2024年9月に、シピンは夫人を伴って久々に来日し、かつて所属した巨人と大洋（現DeNA）の本拠地である東京ドームと横浜スタジアムのイベントに参加して往年のファンを沸かせている。

## 人物
初めて日本に来た1972年には、いつまで待っても来日せず、日本に来たのはキャンプ直前。その時の格好は長髪でヒッピーの様な服、釣り竿を持ってやってきたという。翌日キャンプに行き、代打として出場したが、結果はぶざまな三振。それを見た福島良一は呆気にとられたという。ファッションに独特の哲学を持っていたようで、鬚に加え、サイケデリックな私服で球場入りしたり、ヘルメットを被って二塁の守備についたりと、「派手で奔放な野生児」というイメージが定着していた。しかし巨人に移籍してからは奇抜なファッションは鳴りをひそめた。
大洋時代は監督命令でも無視するため厄介者扱いされていたが、クリート・ボイヤーには逆らわず、彼の命令には「イエス・サー」と答えていたという。しかし、ボイヤーが退団した翌年の1977年には完全に厄介者扱いされ、これが巨人移籍の原因になったという。シピンをよく知るアメリカ人選手は、シピンは世界を自分よりも上の人間と下の人間とに分けている、大洋でシピンに脅しの効く人間はボイヤーしかいなかった、と語っている。
大洋時代は長嶋茂雄のことを「ナギー」や「シギィ」と親しみを主とした愛称で呼んでいたが、巨人に移籍してからは長嶋監督のことを「ミスター・ナガシマ」と、距離をおいた尊敬の念を持って呼んでいた。

## 選手としての特徴
遊撃手であった米田慶三郎や山下大輔との二遊間は、当時リーグでも屈指の併殺率を誇った。特に強肩を活かした送球の速さは抜きん出ており、一塁手の松原誠は、あまりにシピンの送球が速いため左手がしびれてしまい、捕球するのを嫌がったといわれている。しかし、一塁・松原、二塁・シピン、三塁・ボイヤー、遊撃・米田（山下）で構成された大洋内野陣の堅守は後年まで語り継がれている。
その長髪といかつい髭から、当時の特撮番組「快傑ライオン丸」にちなんで「ライオン丸」の愛称で親しまれた。尚、トレードマークだった長髪と髭は後述のように、巨人移籍と同時にバッサリ切ったが、大洋在籍時の昭和50年6月頃にも綺麗に切ったことがあり、違和感を覚えた小学生のファンからサインを求められた際にはカタカナで「シピン」と書き添えていたと言う。
大洋在籍時には巨人の小川邦和に独持のアンダースローで抑えられ、小川は"シピン殺し"と呼ばれた。

## 逸話
漫画「がんばれ!!タブチくん!!」では、ヤスダから「さすがジャイアンツじゃのう。シビンを持って試合かあー。」と突っ込みを入れられたことがある。

## 詳細情報

### 年度別打撃成績
| 年 度    | 球 団    | 試 合 | 打 席 | 打 数 | 得 点 | 安 打 | 二 塁 打 | 三 塁 打 | 本 塁 打 | 塁 打 | 打 点 | 盗 塁 | 盗 塁 死 | 犠 打 | 犠 飛 | 四 球 | 敬 遠 | 死 球 | 三 振 | 併 殺 打 | 打 率 | 出 塁 率 | 長 打 率 | O P S |
| -------- | -------- | ----- | ----- | ----- | ----- | ----- | -------- | -------- | -------- | ----- | ----- | ----- | -------- | ----- | ----- | ----- | ----- | ----- | ----- | -------- | ----- | -------- | -------- | ----- |
| 1969     | SD       | 68    | 241   | 229   | 22    | 51    | 12       | 2        | 2        | 73    | 9     | 2     | 0        | 2     | 1     | 8     | 1     | 1     | 44    | 3        | .223  | .251     | .319     | .570  |
| 1972     | 大洋     | 120   | 486   | 448   | 55    | 125   | 20       | 4        | 22       | 219   | 76    | 3     | 3        | 0     | 3     | 35    | 2     | 0     | 75    | 16       | .279  | .329     | .489     | .818  |
| 1973     | 大洋     | 123   | 521   | 478   | 70    | 141   | 22       | 0        | 33       | 262   | 75    | 4     | 1        | 0     | 3     | 38    | 5     | 2     | 65    | 24       | .295  | .347     | .548     | .896  |
| 1974     | 大洋     | 115   | 470   | 408   | 65    | 125   | 12       | 2        | 25       | 216   | 73    | 6     | 5        | 0     | 2     | 59    | 6     | 1     | 55    | 19       | .306  | .394     | .529     | .923  |
| 1975     | 大洋     | 130   | 537   | 501   | 73    | 148   | 17       | 1        | 34       | 269   | 82    | 1     | 4        | 0     | 1     | 34    | 6     | 1     | 69    | 16       | .295  | .341     | .537     | .878  |
| 1976     | 大洋     | 111   | 457   | 424   | 61    | 130   | 17       | 2        | 30       | 241   | 74    | 2     | 1        | 0     | 2     | 29    | 2     | 2     | 76    | 12       | .307  | .352     | .568     | .921  |
| 1977     | 大洋     | 129   | 547   | 494   | 76    | 153   | 18       | 3        | 22       | 243   | 87    | 5     | 3        | 0     | 5     | 47    | 3     | 1     | 77    | 14       | .310  | .367     | .492     | .859  |
| 1978     | 巨人     | 116   | 426   | 375   | 52    | 118   | 19       | 1        | 16       | 187   | 63    | 5     | 5        | 0     | 2     | 47    | 3     | 2     | 57    | 17       | .315  | .392     | .499     | .891  |
| 1979     | 巨人     | 117   | 478   | 432   | 70    | 135   | 17       | 1        | 27       | 235   | 74    | 3     | 2        | 1     | 2     | 43    | 3     | 0     | 73    | 12       | .313  | .373     | .544     | .917  |
| 1980     | 巨人     | 75    | 237   | 219   | 26    | 49    | 7        | 1        | 9        | 85    | 21    | 0     | 2        | 0     | 4     | 13    | 0     | 1     | 47    | 3        | .224  | .266     | .388     | .654  |
| MLB：1年 | MLB：1年 | 68    | 241   | 229   | 22    | 51    | 12       | 2        | 2        | 73    | 9     | 2     | 0        | 2     | 1     | 8     | 1     | 1     | 44    | 3        | .223  | .251     | .319     | .570  |
| NPB：9年 | NPB：9年 | 1036  | 4159  | 3779  | 548   | 1124  | 149      | 15       | 218      | 1957  | 625   | 29    | 26       | 1     | 24    | 345   | 30    | 10    | 594   | 133      | .297  | .356     | .518     | .874  |

- 各年度の太字はリーグ最高

### 表彰
NPB
- ベストナイン：2回（1972年、1973年）
- ダイヤモンドグラブ賞：2回（1972年、1973年）
- 月間MVP：1回（1975年7月）

### 記録
NPB初記録
- 初出場・初先発出場：1972年4月11日、対広島東洋カープ1回戦（広島市民球場）、5番・二塁手として先発出場
- 初安打：同上、8回表に白石静生から
- 初打点：1972年4月16日、対ヤクルトアトムズ1回戦（明治神宮野球場）、3回表に渡辺孝博から中前決勝2点適時打
- 初本塁打：1972年4月25日、対読売ジャイアンツ4回戦（川崎球場）、7回裏に堀内恒夫から2ラン

NPB節目の記録
- 100本塁打：1975年8月8日、対中日ドラゴンズ14回戦（中日スタヂアム）、8回表に竹田和史から中越ソロ　※史上84人目
- 150本塁打：1977年5月8日、対阪神タイガース8回戦（阪神甲子園球場）、2回表に古沢憲司から左越ソロ　※史上46人目
- 1000本安打：1979年6月20日、対横浜大洋ホエールズ12回戦（横浜スタジアム）、5回表に大川浩から遊撃内野安打　※史上113人目
- 200本塁打：1979年7月31日、対広島東洋カープ16回戦（広島市民球場）、6回表に大野豊から2ラン　※史上30人目
- 1000試合出場：1980年6月11日、対広島東洋カープ8回戦（広島市民球場）、6番・二塁手として先発出場　※史上217人目

NPBその他の記録
- オールスターゲーム出場：5回（1972年 - 1974年、1977年、1979年）

### 背番号
- 2 （1969年）
- 55 （1972年）[11]
- 11 （1973年 - 1980年）[11][12]